# Banda do Corpo de Fuzileiros Navais
A Banda Marcial do Corpo de Fuzileiros Navais da Marinha do Brasil é uma corporação musical militar do Brasil com origem associada ao evento da transferência da corte portuguesa para o Brasil que se destaca por apresentações cheias de treinadas evoluções coreográficas e execuções precisas de um vasto repertório que inclui dobrados militares e canções populares adaptadas. Seu efetivo é composto por músicos das graduações de suboficiais, sargentos e cabos e seus integrantes variam em quantidade, sendo registrados números frequentes acima dos 100 ritmistas.
A Banda Marcial do Corpo de Fuzileiros Navais transcende fronteiras, levando sua arte e excelência musical para diversas partes do mundo. Suas atuações já foram prestigiadas em países como Escócia, Paraguai, Paris e Portugal, além de percorrer diversas cidades do Brasil.
No cenário nacional, a banda participou de eventos de destaque, como as cerimônias de abertura e encerramento dos Jogos Olímpicos Rio 2016, a abertura dos Jogos Pan-Americanos 2007, as comemorações dos 25 anos do Programa "Criança Esperança" na Rede Globo, a reinauguração do Estádio do Maracanã, a noite de Vigília da Jornada Mundial da Juventude e a abertura da Arena RJ do "Fifa Fan Fest".

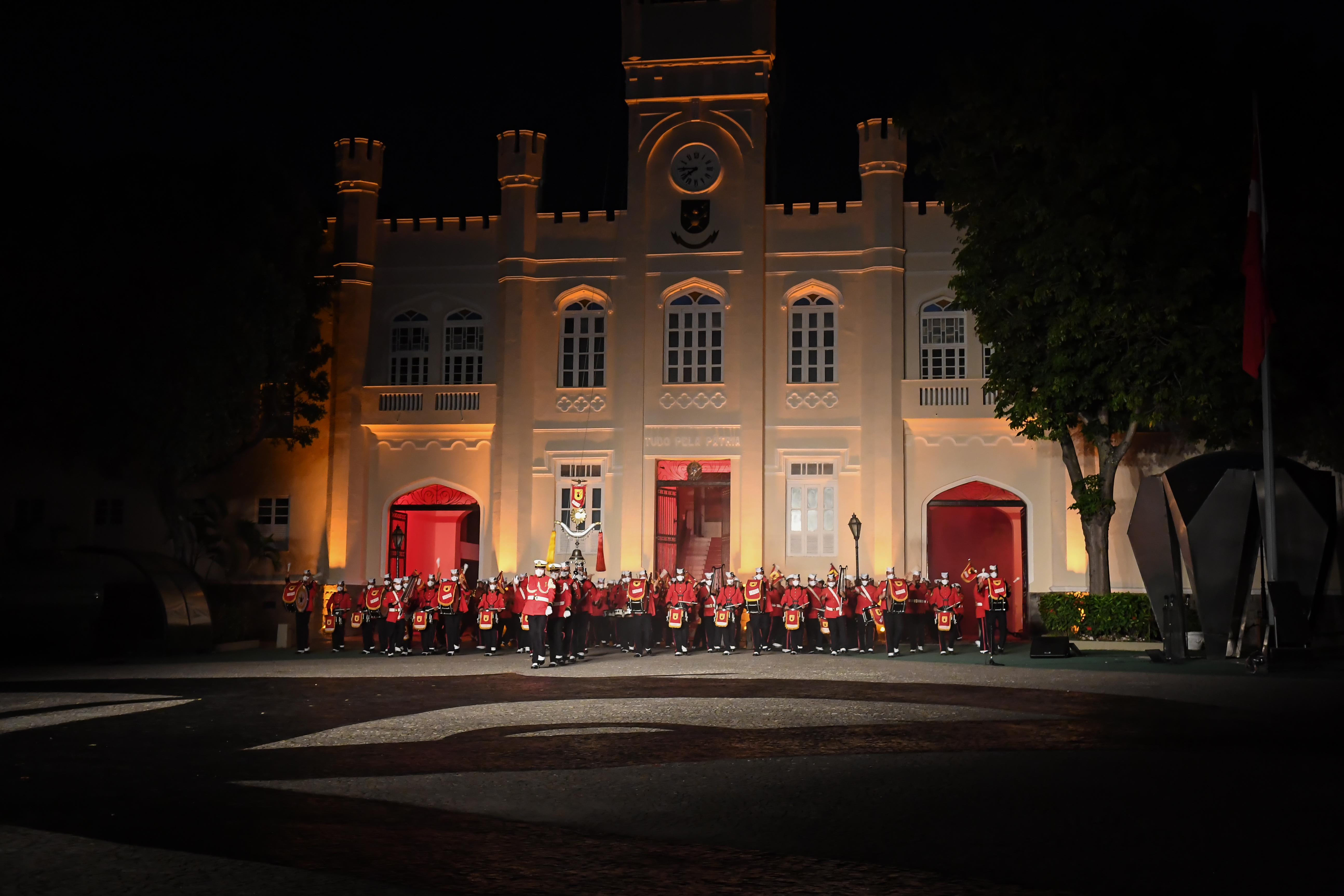
Apresentação do aniversário de 213 anos do Corpo de Fuzileiros Navais, na Fortaleza de São José da Ilha das Cobras.

Essas notáveis atuações comprovam o prestígio e a relevância da Banda Marcial do Corpo de Fuzileiros Navais, que ao longo de sua trajetória tem honrado a Marinha Brasileira e emocionado públicos de diversas nações, perpetuando o compromisso com a arte, disciplina e patriotismo.s. É considerada uma das maiores bandas marciais do mundo.

## Origem
A Banda Marcial do Corpo de Fuzileiros Navais tem suas raízes na chegada da Família Real Portuguesa ao Rio de Janeiro, em 1808. Acompanhando a Corte, a Brigada Real da Marinha, predecessora dos Fuzileiros Navais, realizou um marcante desfile com suas Bandas de Música e Marcial, impressionando a população local.

## Gaitas de Fole
Uma das características distintivas dessa notável banda é a presença marcante das gaitas de fole, que conferem uma sonoridade singular às suas apresentações. Esses instrumentos foram presenteados pela rainha da Inglaterra ao navio USS Saint Louis, da Marinha Americana, que em 1951 foi incorporado à Força Naval brasileira, com o nome de Cruzador "Tamandaré". A tripulação do navio presenteou a Banda Marcial do Corpo de Fuzileiros Navais com 16 gaitas de fole.
Por se tratar de um instrumento não tradicional entre aqueles que compõem a instrumentação das bandas de música brasileiras, tocar a gaita de fole é, desde sempre, um grande desafio para os músicos brasileiros. A ausência de escolas especializadas torna esta tarefa ainda mais complexa, sendo necessário recorrer a manuais e orientações vindas da Escócia e Inglaterra.

## Discografia
A Banda Marcial do Corpo de Fuzileiros Navais fez história ao realizar suas primeiras gravações em 1926, contribuindo para a preservação e difusão da música militar brasileira.
- Frevos
- Parada Bossa Nova
- Hino ao Presidente/Marcha da vitória
- Canção do marinheiro/Flamengo
- Banda do Corpo de Fuzileiros Navais
- Aí vem a marinha